# Siedmiu przeciw Tebom
Siedmiu przeciw Tebom (gr. Ἑπτὰ ἐπὶ Θήβας Heptá epí Thḗbas) – w mitologii greckiej wyprawa siedmiu wodzów w obronie praw do tronu Polinika, który walczył ze swoim bratem Eteoklesem. W wyprawie uczestniczyli: 
- Adrastos – król Argos
- wróżbita Amfiaraos
- Hippomedon
- Kapaneus
- Partenopajos
- Polinik
- Tydeus

Każdy z nich oblegał jedną z siedmiu bram Teb. Wróżbita Tejrezjasz przepowiedział Tebańczykom zwycięstwo nad najeźdźcami pod warunkiem, że jeden z rodu Spartów dobrowolnie poniesie śmierć. Ofiarę zgodził się ponieść syn Kreona, Megareus, który rzucił się z murów do jaskini smoka, zabitego ongiś przez Kadmosa. Zgodnie z wróżbą wszyscy uczestnicy wyprawy, z wyjątkiem Adrastosa, zginęli, zaś Eteokles i Polinejkes polegli w bratobójczym pojedynku. Kreon nakazał uczcić Eteoklesa pogrzebem, zabronił zaś pochowania Polinika jako zdrajcy, zakaz ten złamała siostra poległych Antygona. 
Mit był częstym motywem sztuki starożytnej Grecji, m.in. tragedii Ajschylosa Siedmiu przeciw Tebom oraz Eurypidesa Błagalnic i Fenicjanek.